# Poa gayana
Poa gayana är en gräsart som beskrevs av Étienne-Émile Desvaux. Poa gayana ingår i släktet gröen, och familjen gräs. Inga underarter finns listade i Catalogue of Life.